# Houilles
Houilles è un comune francese di 33 449 abitanti situato nel dipartimento degli Yvelines nella regione dell'Île-de-France.

## Storia

### Simboli
Lo stemma è stato adottato dal comune nel 1943.

## Società

### Evoluzione demografica
Abitanti censiti